# Frierson, Louisiana
Frierson, Louisiana (енгл. Frierson) насељено је место без административног статуса у америчкој савезној држави Луизијана.

## Демографија
По попису из 2010. године број становника је 143.
| Група             | 2000.    | 2010.      |
| Белци             | 0 (0,0%) | 46 (32,2%) |
| Афроамериканци    | 0 (0,0%) | 90 (62,9%) |
| Азијати           | 0 (0,0%) | 0 (0,0%)   |
| Хиспаноамериканци | 0 (0,0%) | 3 (2,1%)   |
| Укупно            | 0        | 143        |